# Woodson (Texas)

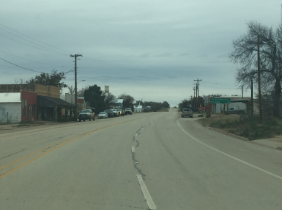
Centre-ville de Woodson

Pour les articles homonymes, voir Woodson.
La ville de Woodson est située dans le comté de Throckmorton, dans l’État du Texas, aux États-Unis. Sa population s’élevait à 264 habitants lors du recensement de 2010, estimée à 246 habitants en 2016.

## Source
- (en) Cet article est partiellement ou en totalité issu de l’article de Wikipédia en anglais intitulé « Woodson, Texas » (voir la liste des auteurs).